# 照島
照島（てるしま）は、鹿児島県いちき串木野市の町。郵便番号は896-0055。人口は1,252人、世帯数は547世帯（2020年10月1日現在）。

## 地理
いちき串木野市の中部に位置する。町域の北方には恵比須町・ひばりが丘・袴田、東方には生福・海瀬、南方には別府・八房、西方には東島平町にそれぞれ隣接しており、西方は東シナ海に面している。
町域の東部を国道3号と九州旅客鉄道の鹿児島本線が南北に通り、国道3号の酔之尾交差点から西方向に鹿児島県道312号島平酔尾線が分岐している。

## 歴史
2011年（平成23年）10月11日にいちき串木野市が実施した町名等整理事業により大字下名の字南狩越、中狩越、、北狩越、揚り立、北肥名子坂、東高畑、新右衛門迫、滑平、中高畑、西高畑、幸右衛門堀、六反田平、星越、東ドキ堀、西トキ堀、並松、石河、若松田、肥名子坂、北平、狩越、谷ノ口、谷ノ前平、東本壺屋、北本壺屋、南本壺屋、木原、犬ケ原の一部、出ル葉の一部、野迫、野中、東前床、前平、唐船ケ尾、西前床の一部、照島田、唐切田、下モノ下の一部、ガイシ田、下酔之尾、浜畑、酔之尾、上酔之尾の一部、栗屋田、海潟、井手下の一部の区域よりいちき串木野市の町「照島」として設置された。

### 町域の変遷
| 変更後       | 変更年             | 変更前           |
| ------------ | ------------------ | ---------------- |
| 照島（新設） | 2011年（平成23年） | 大字下名（一部） |

## 施設

### 公共
- 西薩火葬場
- 木原墓地公園[7]

### 教育
- いちき串木野市立照島小学校[8]
- 照島保育園[9]

## 人口
以下の表は国勢調査による小地域集計の人口推移である。
| 年                 | 人口  |
| ------------------ | ----- |
| 2015年（平成27年） | 1,395 |
| 2020年（令和2年）  | 1,252 |

## 文化財

### 市指定
- さつま焼発祥の地（記念物（史跡））[11]
文禄・慶長の役の際に島津義弘に連れられた朝鮮人陶工が上陸しこの地で薩摩焼の製造がおこなわれた。のちに陶工らは苗代川（現在の日置市東市来町美山）へ移った[12]。

## 教育

### 小・中学校の学区
市立小・中学校に通う場合、学区（校区）は以下の通りとなる
| 町丁 | 地区 | 小学校                     | 中学校                       |
| ---- | ---- | -------------------------- | ---------------------------- |
| 照島 | 全域 | いちき串木野市立照島小学校 | いちき串木野市立串木野中学校 |

## 交通

### 道路
一般国道
- 国道3号

一般県道
- 鹿児島県道312号島平酔尾線

### 鉄道
- 九州旅客鉄道鹿児島本線